# Pseudochirops
Pseudochirops é um gênero de marsupial da família Pseudocheiridae. Inclui Petropseudes, que era considerado um gênero distinto, mas que Meredith e colaboradores demonstraram se tratar de um sinônimo de Pseudochirops.

## Espécies
- Pseudochirops albertisii (Peters, 1874)
- Pseudochirops archeri (Collett, 1884)
- Pseudochirops corinnae (Thomas, 1897)
- Pseudochirops coronatus Thomas, 1897
- Pseudochirops cupreus (Thomas, 1897)
- Pseudochirops dahli (Collett, 1895)